# Rhoicinus
Genre
Rhoicinus est un genre d'araignées aranéomorphes de la famille des Trechaleidae.

## Distribution
Les espèces de ce genre se rencontrent en Amérique du Sud.

## Liste des espèces
Selon World Spider Catalog (version 17.0, 27/04/2016) :
- Rhoicinus andinus Exline, 1960
- Rhoicinus fuscus (Caporiacco, 1947)
- Rhoicinus gaujoni Simon, 1898
- Rhoicinus lugato Höfer & Brescovit, 1994
- Rhoicinus rothi Exline, 1960
- Rhoicinus schlingeri Exline, 1960
- Rhoicinus urucu Brescovit & Oliveira, 1994
- Rhoicinus wallsi Exline, 1950
- Rhoicinus wapleri Simon, 1898
- Rhoicinus weyrauchi Exline, 1960

## Publication originale
- Simon, 1898 : Description d'un nouveau genre d'arachnides de la famille des Lycosides. Bulletin de la Société entomologique de France, vol. 1898, p. 129-130 (texte intégral).